# SC 09 Erkelenz
Der SC 09 Erkelenz (offiziell: Sportclub 09 Erkelenz e. V.) ist ein Sportverein aus Erkelenz im Kreis Heinsberg. Die erste Fußballmannschaft spielte vier Jahre in der höchsten mittelrheinischen Amateurliga.

## Geschichte
Der Verein wurde 1909 als Spielverein Erkelenz gegründet. 1922 ging der Verein eine Fusion mit der DJK Erkelenz ein. Seitdem trägt er seinen heutigen Namen. 1948 gelang der Mannschaft der Aufstieg in die Landesliga, die seinerzeit höchste Amateurliga am Mittelrhein. Nach nur einem Jahr folgte der Abstieg in die Bezirksklasse. 1957 gelang der Wiederaufstieg in die Landesliga, dem allerdings erneut der direkte Wiederabstieg folgte. 1963 wurden die Erkelenzer noch einmal Vizemeister hinter Rheinland Dremmen, ehe die Mannschaft ein Jahr später in die Kreisklasse absteigen musste.
Es dauerte bis 1981, bis die Mannschaft wieder den Aufstieg in die Bezirksliga schaffte, dem der direkte Durchmarsch in die Landesliga folgte. Dort wurden die Erkelenzer auf Anhieb Vizemeister hinter dem TSC Euskirchen. 1987 stieg die Mannschaft in die Verbandsliga Mittelrhein auf, musste aber nach einem Jahr wieder zurück in die Landesliga. Es folgte der direkte Wiederaufstieg, dem zwei Jahre später der Abstieg folgte. 1998 ging es zurück in die Bezirksliga, bevor die Mannschaft zwei Jahre später wieder aufstieg. 2001 folgte der erneute Abstieg in die Bezirksliga, wo die Mannschaft in die Kreisliga A durchgereicht wurde.
Ungeschlagen gelang den Erkelenzern der direkte Wiederaufstieg, bevor die Mannschaft 2007 in die Landesliga zurückkehrte. Es folgte der direkte Wiederabstieg, bevor der Verein im Jahre 2010 die Mannschaft trotz sportlicher Qualifikation freiwillig in die Kreisliga A zurückzog. In der folgenden Saison wurden die Erkelenzer in die Kreisliga B durchgereicht. Im Jahre 2020 gelang der Aufstieg in die Kreisliga A, dem zwei Jahre später der in die Bezirksliga folgte. 2024 stiegen die Erkelenzer in die Landesliga auf, mussten aber nach einem Jahr wieder absteigen.

## Persönlichkeiten
- Christoph Budde
- Oliver Ebersbach
- Jil Frehse
- Thomas Kastenmaier
- Fatmir Hasanpapa
- Josef Zschau